# チェスカー・ズブロヨフカ・ウヘルスキブロッド
チェスカー・ズブロヨフカ・ウヘルスキブロッド（チェコ語: Česká  zbrojovka a.s. Uherský Brod、略称: ČZUB、英語: Czech Arms Factory）は、チェコの火器製造業者。

## 沿革

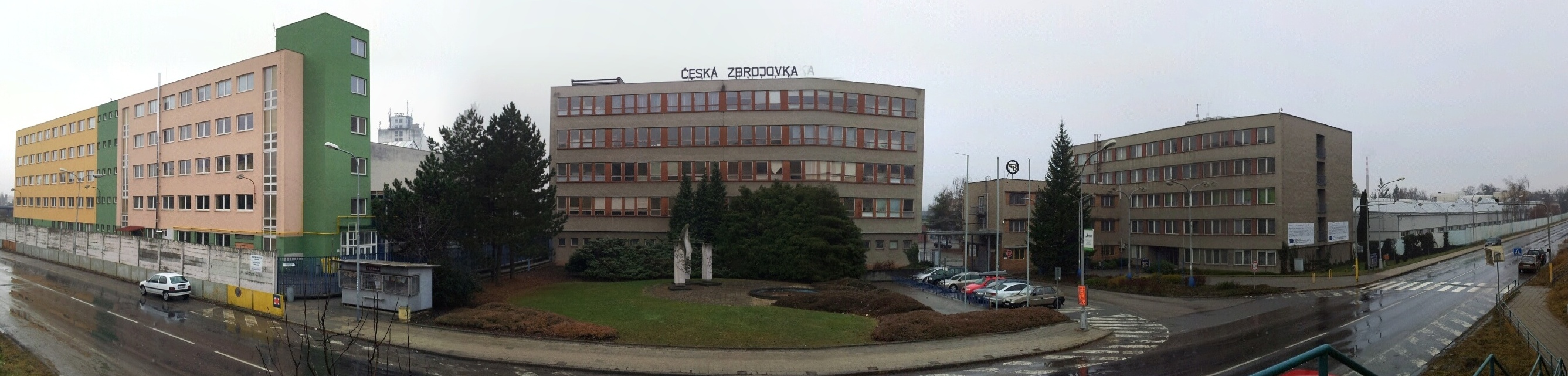
チェスカー・ズブロヨフカ

1918年、軍需企業のAustro-Hungarian社の元従業員数名が、チェコスロバキアのブルノの銃砲店の経営権を引き継ぎ、スタトニ・ズブロヨフカ・ア・ストロイルナ・ブ・ブルノ(Státní zbrojovka a strojírna v Brno、ブルノ国営兵器・技術会社)に改名。さらにその約1年後にチェスカー・ズブロヨフカ(チェコスロバキア兵器会社)に改名した。それ以前に州として存在したボヘミア、モラヴィアは、その地域での火器製造の中心として長らく君臨していた。1924年以前、会社は主にマウザーKar98小銃の組み立て、製造に従事した。1923年付近で、ブルノにあった拳銃の生産がストラコニツェにあったチェスカーズブロヨフカに移転される。
1936年6月27日、チェスカー・ズブロヨフカ・ウヘルスキブロッド(以降ČZUB)は、チェコスロバキア(後のチェコ)のウヘルスキブロッドのモラヴィアの小さな町にあったチェスカー・ズブロヨフカ・ストラコニツェから枝分かれする形で設立された。この決定はナチス・ドイツの勢力拡大、特にアドルフ・ヒトラーによるラインラント進駐の影響を受けたもので、火器の製造拠点をドイツとの国境から遠ざける意図があり、工場はその決定からわずか16週間で建設された。
第二次世界大戦後、火器製造は中央組織化され、「輸出する火器は、必ずBRNOの刻印をすること。」と義務づけられた。ウェルスキブロッドやストラコニツェで製造されたČZUBの火器ですら、BRNOマークが入っているのはこのためである。
火器の設計は基本的に、フランティシェクとヨセフ兄弟など、評判のある技術者が担当し、ZKK、ZKM、ZKP、ZKR などの頭文字が冠された。
- ZKK — チェスカー・ズブロヨフカ・ブルノ(製造)のZ、ヨセフ・コウツキー(設計者)のK、クロブニツェ(ライフル)のK
- ZKM — チェスカー・ズブロヨフカ・ブルノ(製造)のZ、ヨセフ・コウツキー(設計者)のK、マロラシュカ(リムファイア)のM
- ZKP — チェスカー・ズブロヨフカ・ブルノ(製造)のZ、ヨセフ・コウツキー(設計者)のK、ピストレ(拳銃)のP
- ZKR — チェスカー・ズブロヨフカ・ブルノ(製造)のZ、ヨセフ・コウツキー(設計者)のK、レボルベル (回転式拳銃)のR

1964年から1966年の間に、チェコ政府は長尺の銃の製造をズブロヨフカ・ブルノからČZUBに移した。 冷戦時代、ČZUBは軍用にSa Vz 58突撃銃、Škorpion vz. 61短機関銃などの小火器、訓練用・射撃用に様々な.22口径ライフルを開発した。中でもCz75拳銃シリーズは大きな成功を収めた。  多くの火器の設計はブルノのものであったが、ズブロヨフカ・ブルノは生産を担当しておらず、1960年代に生産されたZKK600、ZKK602シリーズやZKMリムファイア銃などの長尺の銃は、実際にはČZUBが生産していた。二社を統合したいチェコ政府の思惑により、ブルノの商標はČZUBでも使われていた。1980年代初頭には、ズブロヨフカ・ブルノが生産する火器は全体の3%に過ぎず、 生産の大半はタイプライター、ディーゼルエンジン、工業機械などにシフトしていった。
1991年、チェコの 武器工場は「分権化」され、事業は自由市場経済に放たれた。1992年、チェスカー・ズブロヨフカ・ア・エス(PLC)とウヘルスキブロッドは民営化され、自由な世界経済に突入し、90か国以上に進出する小火器メーカーとなった。
1997年、 ČZUBはCZ-USAを設立したことにより、アメリカにおける事業の恒久的な常駐を確立。ČZUBとCZ-USAは軍、警察、防衛、スポーツ、レクリエーションなど幅広い用途の小火器市場に君臨し続けている。
1800人を超える技術者、職人、ビジネスマンを抱えるČZUB工場は世界最大級の火器メーカーである。2014年には、会社は単独で26万丁もの銃器を製造した。

## 著名な製品
長い歴史の中で、チェスカー・ズブロヨフカは革新的で、業界に大きな影響を与える小火器を設計した。
- vz.23/25

テレスコーピング・ボルト機構を持つ短機関銃。
- Cz52（vz.52）

ローラーロッキング方式の自動拳銃。
- Vz 61（スコーピオン）

連射速度抑制機構（レート・リデューサー）付き超小型短機関銃。
- Cz75（Vz.75）

多弾装、ティルトバレル方式の自動拳銃。

## 現在の製品

### 拳銃
- CZ 2075 RAMI
- Cz75
  - CZ 75 B Ω

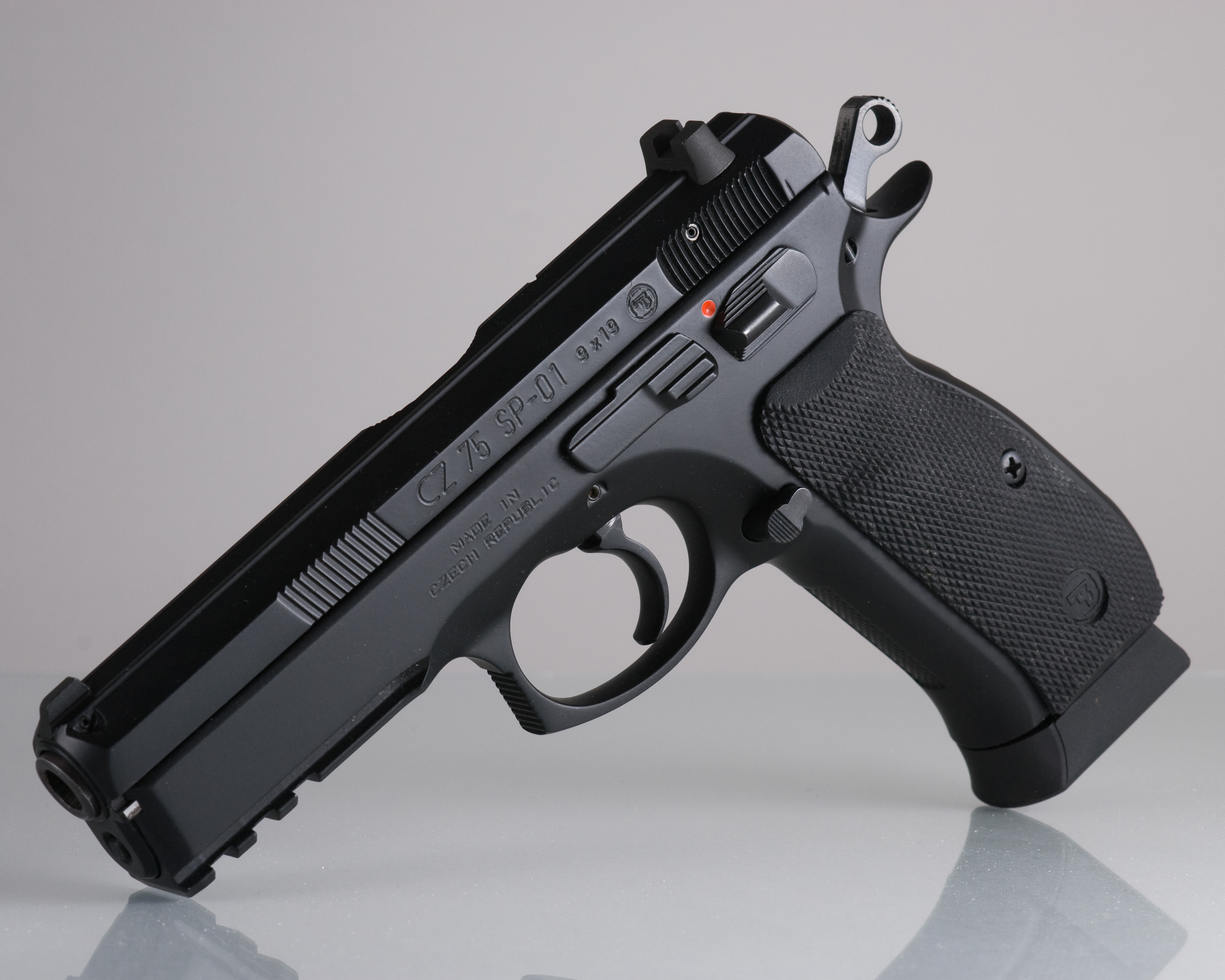
CZ 75 SP-01

  - CZ 75 Compact (CZ P-01、CZ P-06など)
  - CZ 75 Tactical Sports Orange
  - CZ 75 SP-01
  - CZ 75 SP-01 Shadow
  - CZ 75 Shadow line
  - CZ 97B
  - CZ P-07
  - CZ P-09
- CZ 92
- CZ P-10 C

### リムファイア・ライフル
- CZ 452
- CZ 455
- CZ 512 - 半自動

### センターファイア・ライフル
- CZ 527
- CZ 550
- CZ 557

### 散弾銃
- Brno Combo
- Brno Effect
- Brno Competition
- CZ-USA 712
- CZ-USA Hammer Coach
- CZ-USA Canvasback
- CZ-USA Ringneck
- CZ-USA Woodcock
- CZ-USA Redhead
- CZ-USA Bobwhite
- CZ-USA Mallard

### 空気銃
- CZ 200 T
- CZ 200 S Hunter
- Slavia 610
- Slavia 612
- Slavia 614
- Slavia 624
- Slavia 630
- Slavia 631
- Slavia 634

### 軍、法執行機関向け
- Sa vz. 58
- CZ 805 BREN A1/A2
- CZ BREN 2
- CZ 807
- CZ Scorpion Evo 3 A1
- CZ 750 S1 M1
- CZ 805 G1 - アンダーバレル擲弾筒

### その他
- CZ-805 BREN S1
- CZ Scorpion Evo 3 S1

## その他製品

### 拳銃

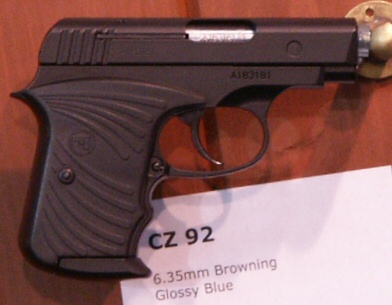
CZ 92

- ČZ pistol, Modell 27 Kal,7.65 mm
- ČZ pistol, caliber 7.65 mm
- ČZ pistol, caliber 6.35 mm
- Model LK 38 pistol, 9 mm caliber
- DUO pistol, caliber 6.35 mm
- Target pistol, Model ZKP 493
- CZ 40P (生産終了)
- CZ 45
- CZ 50
- Cz 52
- CZ 70
- CZ 82 and CZ 83
- CZ 100
- CZ 110
- CZ 122
- ZKR 590 Grand revolver, in calibers .38 and .22 and 7.62 Nagant short
- CZ 40B Joint venture with Colt

### 小口径ライフル
- Model 242
- Model 243
- Model 244

- Model 245
- Model 246
- Model 247
- ZKM 452 2E
- CZ 452
- CZ 453
- CZ 455
- CZ 511
- CZ 513

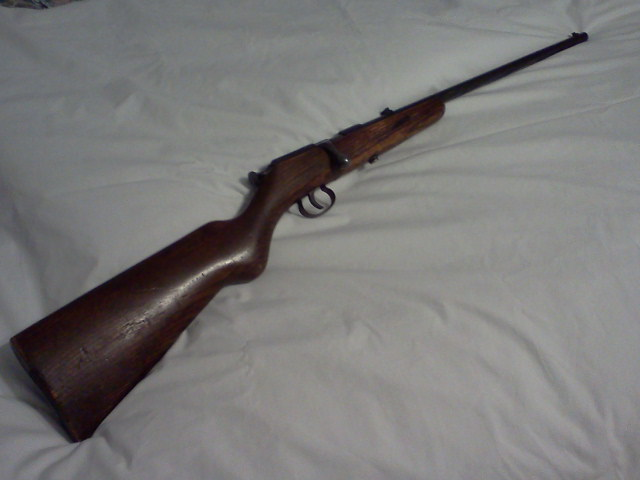
Model 244

- CZ 527, caliber .17 Hornet; .204 Ruger; .223 Rem; 7.62x39, etc.

### 大口径ライフル
- CZ 550
- CZ 557
- CZ 584, calibre 7x65R; 7×57R; 5.6×52R; 6.5×57R; .243Win; .308Win, etc.

### 航空機用機関銃
- LK 30
- MG 17

### 軍用ライフル

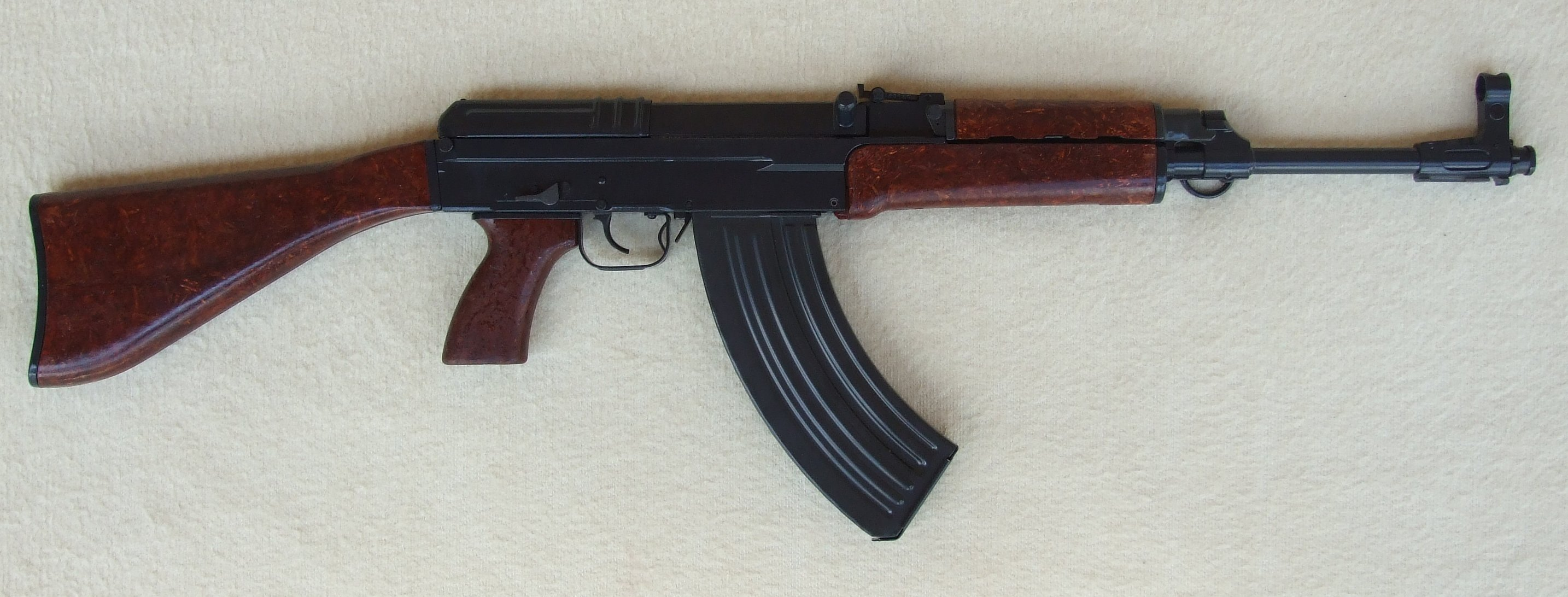
Vz 58

- vz. 24
- vz. 33
- vz. 52
- vz. 52/57
- Vz 58
- ČZ 2000
- CZ S 810 HROM

### 短機関銃

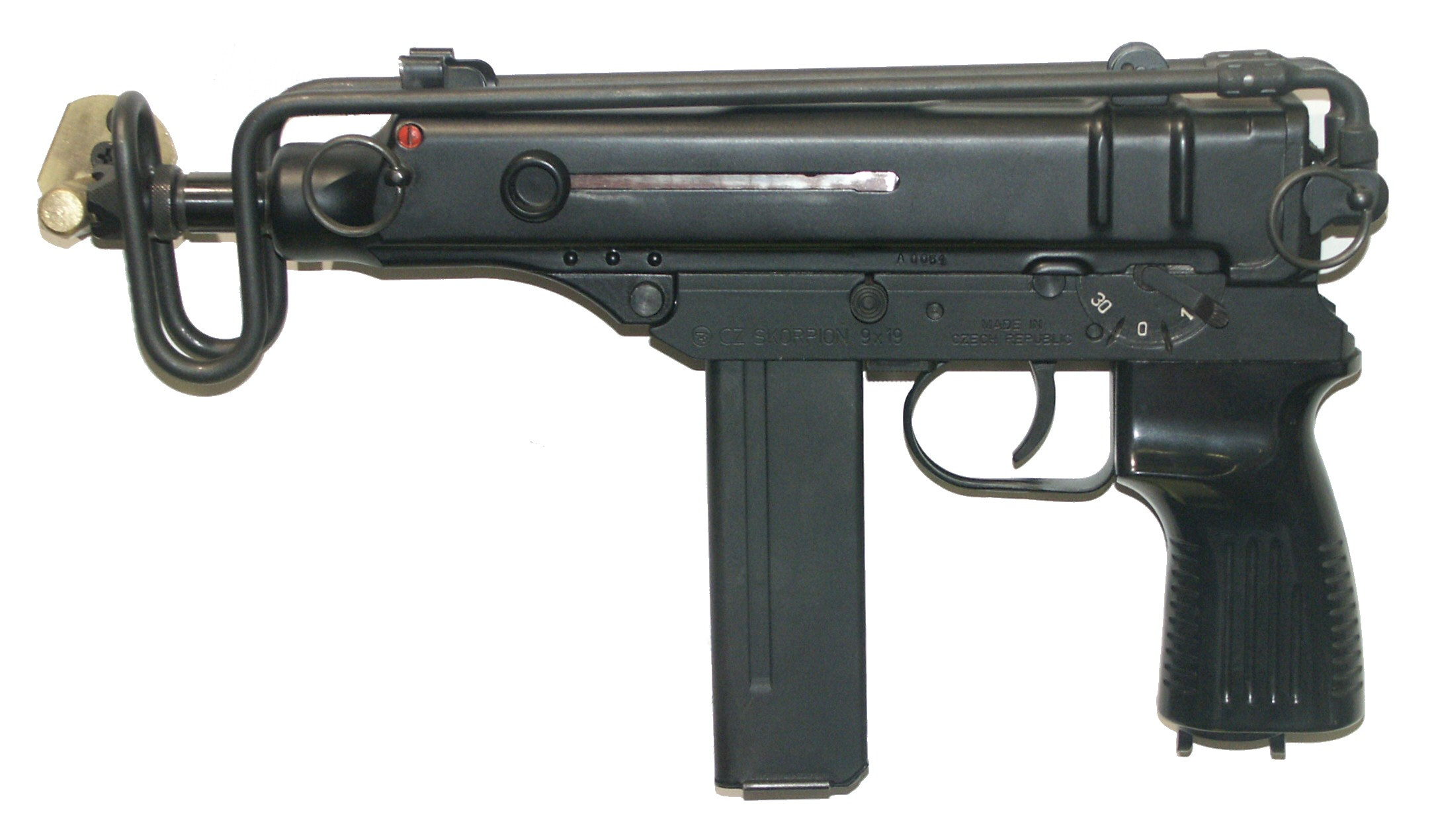
スコーピオンVz 61

- Škorpion vz. 61 (7.65×17mm Browning SR)
- vz. 48 (9×19mm Parabellum と 7.62×25mm Tokarev).

### 散弾銃
- The CZ 581 二連散弾銃、12/12 口径
- The CZ 585 二連散弾銃、二連散弾銃ライフル/散弾銃、クレー射撃用CZ 582

### その他
- 信号/フレア 拳銃
- MG 34、MG 81などの分隊支援火器用部品、K 35対空砲部品。
- UB 070、071 警報/スターティング 拳銃
- 信号銃 モデル44/67。1981年から1983年製造。
- モデルZKP 493 射撃用拳銃
- 空気銃、モデルZ 47、 235、 236、 237、612、614、618、620、624、630、631、632、634、800、801、802
- 空気銃、モデル802、803、603、608、612、615、618、620、622、624。主に5.5mm口径。
- スラヴィア 空気銃、603、608、612、620、622
- 空気拳銃、モデルZVP、4.5 mm口径。
- APP 自動ガス拳銃。
- Tex 086
- Tex Model 3、中折れ式拳銃。
- モデルCZ 75D 小型4.5mm口径のCO2拳銃
- 3発自動散弾銃 - CZ 241、12、16、20ゲージ。
- 二連散弾銃、12、16、20ゲージ。
- 二連式 ČZ モデル 581、584～586
- ZKK 600、601、602猟銃(.243Win-.248Winまで対応)
- ZKW 465 Hornet ライフル、ZKW 465 Fox ライフル
- ZKM 452、561、573、581、小口径ライフル
- ZKW 465、680
- CZ 537 ライフル

## 参照
- Česká zbrojovka Strakonice
- Zbrojovka Brno
- Category:Semi-automatic pistols of Czechoslovakia
- Gun politics in the Czech Republic

## 参考資料
1. 1 2 3 4 5 6 7 8 9  Manufacturers - Brno Arms Zbrojovka Brno, www.bluebookofgunvalues.com, retrieved 30 Aug. 2016
2. ↑  http://www.dotyk.cz/09-2015/15_budu-li-ohrozen-vystrelim-
3. ↑  Zveřejněno 29.4.2010, Kalendárium: 29. dubna 1969 – Počátek Unikátní české zbraně CZ 75, vložil admin, www.svornost.com
4. ↑  Fencl, Jiří, Zbraňaři par excellence - Bratři Josef a František Koučtí (2. díl), http://www.valka.cz, 31 Jan. 2015
5. ↑  http://zpravy.aktualne.cz/ekonomika/ceska-ekonomika/idet-z-ceska-se-opet-stava-zbrojarska-mocnost/r~923d8bb6fe0e11e4a43f002590604f2e/